# Walkenhorst Motorsport
Le Walkenhorst Motorsport est une écurie de sport automobile allemande. Elle fait participer des voitures de Grand tourisme en catégorie GT3 des championnats tels que l'Asian Le Mans Series, le GT World Challenge Europe et le VLN.

## Résultats en compétition automobile

### Asian Le Mans Series
| Année | Classe | no | Voiture    | Pneus | 1      | 2        | 3      | 4      | Total | Pos. |
| ----- | ------ | -- | ---------- | ----- | ------ | -------- | ------ | ------ | ----- | ---- |
| 2021  | GT     | 34 | BMW M6 GT3 | M     | DUB 3  | DUB Abd. | ABU 14 | ABU 11 | 16    | 10e  |
| 2021  | GT     | 35 | BMW M6 GT3 | M     | DUB 16 | DUB 18   | ABU 18 | ABU 12 | 2     | 16e  |
| 2022  | GT     | 34 | BMW M4 GT3 | M     | DUB 11 | DUB 7    | ABU 11 | ABU 12 | 8     | 11e  |
| 2022  | GT     | 35 | BMW M4 GT3 | M     | DUB 20 | DUB 19   | ABU 22 | ABU 20 | 2     | 21e  |
| 2023  | GT     | 34 | BMW M4 GT3 | M     | DUB 1  | DUB 1    | ABU 4  | ABU 2  | 82    | 1re  |

## Pilotes
- Tom Blomqvist (2018)
- Anders Buchardt (de) (2018-2019)
- ̈ Friedrich von Bohlen (2021-2022)
- ̈ Mario von Bohlen (2021-2022)
- ̈ Jörg Breuer (2021-2022)
- Stef Van Campenhout (2017)
- Nicky Catsburg (2019-2023)
- Jake Dennis (2021)
- Michael Dinan (2022)
- Philipp Eng (2018, 2020)
- Robby Foley (2022)
- Timo Glock (2021)
- Richard Heistand (de) (2022)
- Matias Henkola (2017)
- Chandler Hull (2021-2023)
- Mikkel Jensen (2017, 2019)
- ̈ Jens Klingmann (2022)
- ̈ Leon Köhler (en) (2022)
- Christian Krognes (de) (2017-2019)
- Jaap van Lagen (2017)
- Sheldon van der Linde (2021)
- Nico Menzel (2017)
- Thomas Merrill (de) (2023)
- Jon Miller (2021-2022)
- Esteban Muth (en) (2022)
- Thomas Neubauer (en) (2021)
- Ralf Oeverhaus (2017-2018)
- ̈ Theo Oeverhaus (en) (2022)
- Markus Palttala (2017)
- David Pittard (2019-2021)
- Ace Robey (2017)
- David Schiwietz (2017)
- Martin Tomczyk (2020-2021)
- Sami-Matti Trogen (fi) (2021)
- Immanuel Vinke (2018)
- Henry Walkenhorst (2017-2019, 2021-2022)
- Marco Wittmann (2021-2022)
- Nick Yelloly (2020-2021)
- Don Yount (2019, 2021-2022)
- Andreas Ziegler (2018)